# Espanya a la Primera Guerra Mundial

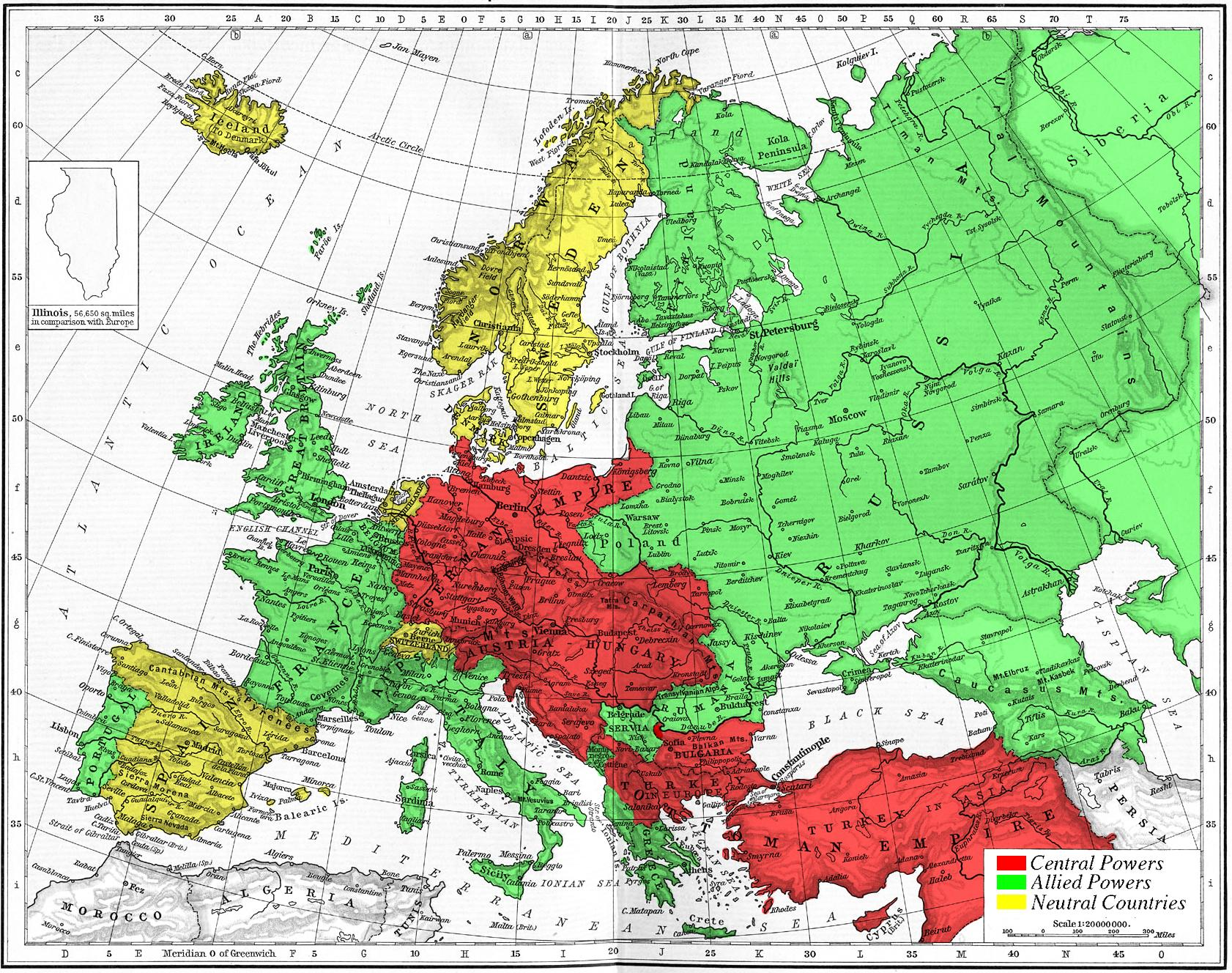
En aquest mapa s'observa l'allunyament d'Espanya dels principals camps de batalla, situats a la frontera francoalemanya, el nord d'Itàlia, Rússia i l'Imperi otomà.

Espanya a la Primera Guerra Mundial es va mantenir neutral durant tot el conflicte, però aquest va tenir importants conseqüències econòmiques, socials i polítiques per al país, fins a tal punt que se solen situar en els anys de la guerra l'inici de la crisi del sistema de la Restauració, que en 1923 s'intentaria resoldre mitjançant el cop d'estat que va donar pas a la instauració de la dictadura de Primo de Rivera.

## Antecedents

Sistema d'aliances a Europa abans de la Primera Guerra Mundial :
Triple Entesa
Triple Aliança
Països neutrals.

Quan es va iniciar el conflicte europeu el 28 de juliol de 1914, Espanya era un país econòmicament endarrerit, amb sol el País Basc,el Principat d'Astúries i Catalunya amb una indústria important. Després del Desastre del 98 i el posterior tractat amb Alemanya del 1899 Espanya s'havia quedat sense territoris d'ultramar a Amèrica, Àsia i Oceania. Estava moralment destrossat, amb el sistema de governs del «torn» qüestionat, amb un exèrcit que es trobava antiquat, gairebé sense armada naval, i amb el problema del Marroc que van desembocar en crisi i vagues com la Setmana Tràgica el 1909.
A més, Espanya no pertanyia ni a l'Entente Cordiale ni a la Triple Aliança. En 1906, després de la Conferència d'Algesires, a Espanya se li va assignar un territori del nord del Marroc, que es va convertir en una font de problemes militars continus i que després de l'inici de l'ocupació espanyola en 1909, no es va aconseguir pacificar fins a passats quinze anys. Espanya es va acostar a França i Regne Unit després de signar els Acords de Cartagena de 1907.
El Marroc i el repartiment d'Àfrica van ser escenari de dues greus crisis polítiques i militars entre les principals potències: Regne Unit, Alemanya i França principalment, que van estar a punt de desencadenar la Primera Guerra Mundial, amb uns pocs anys d'antelació: la Primera Crisi Marroquina va tenir lloc en 1904 i es va solucionar amb la Conferència d'Algesires de 1906; i la Segona Crisi Marroquina, en 1911 resolta després d'un acord francoalemany en aquest mateix any.
En 1912, després de l'assignació del Protectorat espanyol al Marroc l'exèrcit espanyol va començar a ocupar el territori i es va veure embolicat en la guerra del Rif, que no finalitzaria fins a 1927 amb la pacificació total del territori.

## Neutralitat espanyola
| Espectre polític                                 |
| ------------------------------------------------ |
| Liberalisme progressista Liberalisme conservador |

| Inici presidència     | Final presidència     | President                   | President | Partit                     | Comentaris |  |
| --------------------- | --------------------- | --------------------------- | --------- | -------------------------- | --- |  |
| 27 d'octubre de 1913  | 9 de decembre de 1915 | Eduardo Dato                |           | Partit Liberal Conservador | Assassinat de l'arxiduc Francesc Ferran d'Àustria (28 de juny de 1914). Comença la Primera Guerra Mundial (28 de juliol de 1914). Espanya es manté neutral (7 d'agost de 1914). |  |
| 9 de decembre de 1915 | 19 d'abril de 1917    | Álvaro de Figueroa          |           | Partit Liberal Demòcrata   | Enfonsament del transatlàntic Príncep d'Asturies (5 de març de 1916). Alemania declara la guerra submarina total (1 de febrer de 1917). Revolució russa (març de 1917).         |  |
| 19 d'abril de 1917    | 11 de juny de 1917    | Manuel García Prieto        |           | Partit Liberal Demócrata   | Els Estats Units entren en la guerra en el bandol dels aliats. |  |
| 11 de juny de 1917    | 3 de novembre de 1917 | Eduardo Dato                |           | Partit Liberal Conservador | Crisis social, política i militar (estiu). Vaga general (agost). |  |
| 3 de novembre de 1917 | 22 de març de 1918    | Manuel García Prieto        |           | Partit Liberal Demòcrata   | La Rússia soviètica es retira de la guerra. |  |
| 22 de març de 1918    | 9 de novembre de 1918 | Antonio Maura               |           | Partit Maurista            | Pandèmia de grip de 1918 (també coneguda com a «grip espanyola») (a partir de mitjans de 1918).                                                                                 |  |
| 9 de novembre de 1918 | 5 de decembre de 1918 | Manuel García Prieto        |           | Partit Liberal Demòcrata   | Fi de la Gran Guerra (11 de novembre de 1918). |  |
| 5 de decembre de 1918 | 15 d'abril de 1919    | Álvaro de Figueroa i Torres |           | Partit Liberal Demòcrata   | Amalio Gimeno nomenat interí durant la seva absència (18-24 de decembre). |  |
| 15 d'abril de 1919    | 20 de juliol de 1919  | Antonio Maura               |           | Partit Maurista            | Tractat de Versalles (28 de juny de 1919). Fi oficial de la I Guerra Mundial.                                                                                                   |  |

El 7 d'agost de 1914, la Gaceta de Madrid publicava un reial decret pel qual el govern del conservador Eduardo Dato es creia en el «deure d'ordenar la neutralitat més estricta als súbdits espanyols d'acord amb les lleis vigents i als principis del dret públic internacional».
Durant els tres primers anys de la contesa (mitjans 1914-mitjans 1917) només hi va haver dos governs, cosa normal tenint en compte que en el sistema d'alternança bipartidista de la Restauració la durada mitjana en el poder de qualsevol d'aquests dos partits era entre un i tres anys. Però a partir del 1917, a causa de la greu crisi que travessava el país, es van succeir en cascada governs que amb prou feines duraven mesos a causa de la gran inestabilitat institucional.

### Causes de la neutralitat espanyola

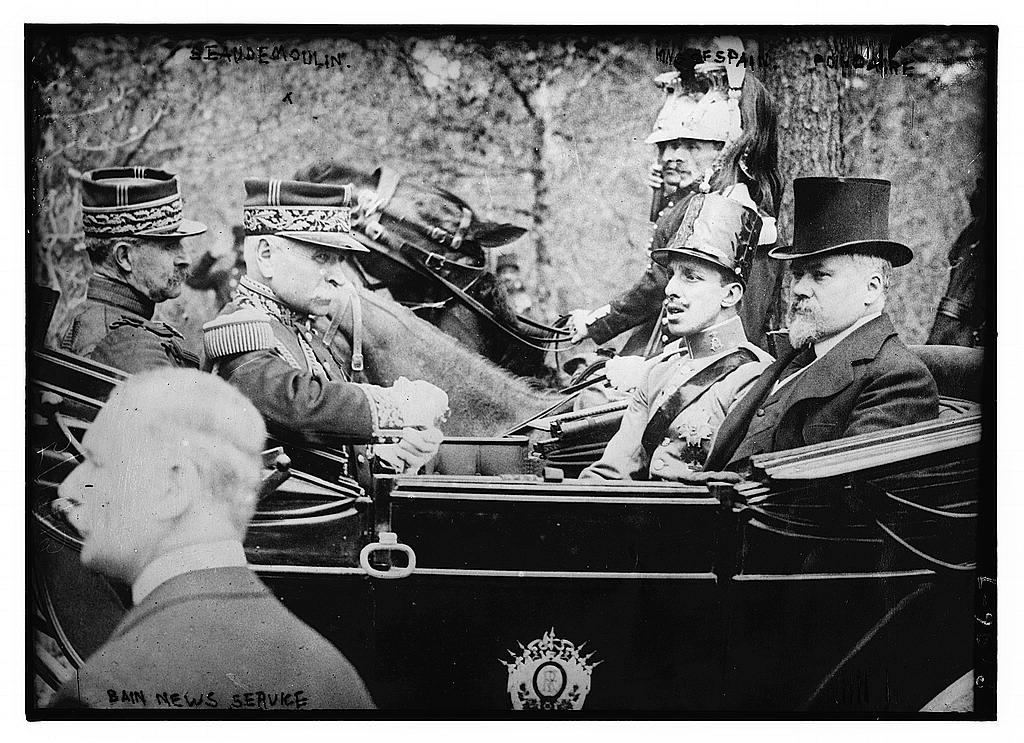
Alfons XIII de visita a París el 1913, un any abans de l'inici de la Primera Guerra Mundial. Assegut al seu costat el president de la Tercera República francesa Raymond Poincaré.

El govern conservador d'Eduardo Dato va decidir mantenir Espanya neutral, perquè segons la seva opinió, compartida per la majoria de la classe dirigent, no tenia motius i recursos per entrar en el conflicte. La declaració de neutralitat d'Itàlia va ser clau en la presa de la decisió, ja que en cas contrari Espanya deuria haver entrat a la guerra juntament amb França i Regne Unit pels Acords de Cartagena de 1907. El rei Alfons XIII també va estar d'acord amb la neutralitat, encara que segons va confessar a l'ambaixador francès, li hauria agradat que Espanya entrés a la guerra del costat aliat a canvi d'«alguna satisfacció tangible» —probablement Gibraltar, Tànger i també mans lliures a Portugal —però que estava envoltat de «cervells de gallina» —és a dir, acusava els polítics de pensar com a covards— i que ell «estava en una posició molt difícil».
Molt pocs es van oposar a la neutralitat. El cas més notori va ser el Diario Universal, òrgan del liberal comte de Romanones, que va publicar un article sense firma —tot i que tothom ho va atribuir a Romanones, malgrat que aquest va negar haver-ho escrit— titulat «Neutralitats que maten» en què defensava la participació d'Espanya a la guerra del costat dels aliats, en coherència amb la política exterior espanyola alineada amb França i la Gran Bretanya des del 1900. «És necessari que tinguem el valor de fer saber a Anglaterra i a França que hi estem, que considerem el seu triomf com el nostre i el seu venciment com a propi», es deia a l'article. Però «la neutralitat més estricta» es va imposar, recolzada pel rei.

Densitats de població a Espanya per províncies el 1900. Observeu que era un país amb poca densitat en comparació amb altres països europeus i que la majoria de la població es trobava a Madrid i les regions costaneres.

Espanya era un Estat de segon rang, que mancava de la potència econòmica i militar suficient per presentar-se com un aliat desitjable a qualsevol de les grans potències europees en conflicte: Alemanya i Àustria-Hongria, d'una banda; Gran Bretanya, França i Rússia, de l'altra. Per això cap dels països bel·ligerants va protestar per la neutralitat espanyola. "No deixava de ser una declaració d'impotència… ja que es basava en el que tothom admetia amb més o menys vergonyos: que Espanya no tenia els mitjans militars necessaris per afrontar una guerra moderna", afirma Javier Moreno Luzón. Així ho va reconèixer el primer ministre Dato en una nota adreçada al rei, en què va afegir una altra consideració (les tensions socials que provocaria): «Amb només intentar-la [una actitud bel·licosa] arruïnaríem la nació, encendríem la guerra civil i posaríem en evidència la nostra manca de recursos i de forces per a tota la campanya. Si la del Marroc està representant un gran esforç i no aconsegueix arribar a l'ànima del poble, com hauríem d'emprendre una altra de més riscos i de despeses inicials per a nosaltres fabulosos?».
L'estat precari de l'exèrcit fou fonamental per decidir la neutralitat. S'acabava de ficar a l'aventura del protectorat del nord del Marroc. Es tractava d'un exèrcit de terra antiquat, mal armat i que, a causa del nombre excessiu d'oficials que tenia, gran part dels diners destinats a l'exèrcit es redistribuïa entre la nòmina dels oficials, de manera que el país s'havia vist incapacitat per lliurar una carrera armamentística a principis del segle xx, com havien fet gran quantitat de països i imperis europeus. D'altra banda, l'armada havia estat considerada una de les principals culpables de la derrota del 98 i havia perdut dues esquadres senceres en aquella guerra. Va ser oblidada fins a 1908, quan durant el govern llarg d'Antonio Maura es va aprovar la construcció dels cuirassats Classe España i altres vaixells menors en el denominat Pla Ferrándiz.

Evolució de les aliances a la Primera Guerra Mundial (1914-1918) a tot el planeta:
Entesa
Colònia, domini i/o territoris ocupats per l'Entesa
Potències centrals
Territori ocupat per les potències centrals o les seves colònies
Neutral

L'esclat de conflictes socials, a causa de la cada vegada més gran consciència de la classe obrera, i el desenvolupament i creixement de sindicats i partits d'esquerra, sobretot republicans, aliens al « torn » característic d'aquesta època política del país, cobrava més importància a causa d'episodis com la Setmana Tràgica de Barcelona del 1909 o als Fets del ¡ Cu Cut ! del 1905 amb l'assalt de l'exèrcit als diaris catalans. Si Espanya intervenia a la guerra i el desenvolupament de la guerra no era favorable, es podria produir un esclat com el de la Revolució russa.

#### Impacte de la neutralitat italiana
Després que la Primera Crisi Marroquina amb l'enfortíment dels llaços d'Espanya amb la Gran Bretanya i França, el govern espanyol va arribar a un acord amb aquests països per a un pla de defensa mútua (Acords de Cartagena de 1907). A canvi del suport britànic i francès per a la defensa d'Espanya, la flota espanyola donaria suport a l' Armada francesa en cas de guerra amb la Triple Aliança contra les flotes combinades del Regne d'Itàlia i Àustria-Hongria al mar Mediterrani. Producte d'aquesta col·laboració va ser la construcció dels cuirassats de la classe Espanya. La idea estratègica era que la Royal Navy deuria centrar-se en el Mar del Nord contra l'Armada Imperial Alemanya i la flota francesa per si sola no podria contenir la italiana i austrohongaresa juntes, i calia que França transportés a les seves tropes colonials des del nord d´Àfrica al continent europeu.
La declaració inicial de neutralitat del Regne d'Itàlia va ser un factor determinant perquè Espanya pogués mantenir la seva neutralitat a la Gran Guerra. Itàlia no va participar en el bàndol de la Triple Aliança perquè era una aliança defensiva i va ser Àustria-Hongria la que va iniciar la guerra. Durant un any va negociar amb tots dos bàndols per triar en quin participar, i el maig de 1915 va acabar entrant a la guerra al bàndol de l'Entente per lluitar contra els seus antics aliats de l'Aliança.

### Aliadòfils i germanòfils

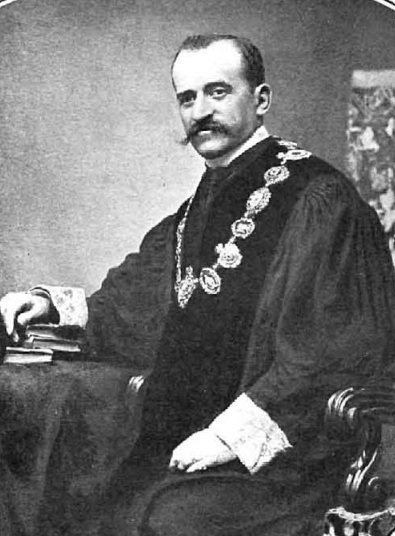
El comte de Romanones va ser president del Consell de Ministres. El seu article «Neutralitats que maten» publicat a El Diario Universal el 18 d'agost de 1914 va marcar el començament del conflicte entre aliadòfils i germanòfils; la controvèrsia que va crear aquest el va obligar a retractar-se i a ressituar-se en una postura de neutralitat benèvola cap a l'Entente.

Des del punt de vista polític, la Gran Guerra va accentuar l'enfrontament entre les dretes («germanòfiles» que veien a Alemanya ia Àustria-Hongria els representants de l'ordre i de l'autoritat) i les esquerres («aliadòfils», que veien a Gran Bretanya ia França, «el dret, la llibertat, la raó i el procés contra la barbàrie», en paraules del republicà Lerroux). Com ha assenyalat Manuel Suárez Cortina, "les principals veus germanòfiles del país eren les del clergat, l'exèrcit, l'aristocràcia, les elits terratinents, l'alta burgesia, la cort, els carlins i els mauristes". Per contra, els partidaris dels aliats eren els regionalistes, els republicans, els socialistes, els professionals de classe mitjana i els intel·lectuals, que van veure a la guerra un instrument per forçar a Espanya una transició cap a una veritable democràcia".
A Catalunya es va formar un contingent de voluntaris que va combatre a les files de l'Exèrcit francès. D'altra banda, els dos bàndols contendents van desplegar durant tota la guerra una intensa campanya diplomàtica i propagandística, que va incloure el finançament de diaris per garantir el suport espanyol a la seva causa. A més els imperis centrals van enviar agents al Protectorat espanyol al Marroc per encoratjar aixecaments antifrancesos de les cabiles i boicotejar el subministrament de matèries primeres i manufactures als aliats. La neutralitat només va estar en perill quan els submarins alemanys van començar a enfonsar vaixells mercants espanyols.
Al bàndol aliadòfil es van destacar intel·lectuals com Álvaro Alcalá-Galiano i Osma, Rafael Altamira, Vicente Blasco Ibáñez, José Ortega y Gasset ,Luis Araquistain, Ramiro de Maeztu, Ramón Pérez de Ayala, Ramon del Valle-Inclán, Dionís Pérez Gutiérrez, Emilia Pardo Bazán, Benito Pérez Galdós, Felipe Trigo, Hermógenes Cenamor o Miguel d'Unamuno. Una nova generació d'intel·lectuals afins a l'internacionalisme com Manuel Azaña, Corpus Barga, Salvador de Madariaga o Luis de Zulueta també es va declarar aliadòfila.
Pío Baroja i Jacinto Benavente, germanòfils, van ser notables excepcions a l'aliadofília predominant en l'àmbit intel·lectual.
Al camp anarquista es va tendir a mantenir la posició ortodoxa de neutralitat, contrària a decantar-se per França i la Gran Bretanya, defensada per anarquistes europeus com Sébastien Faure o Errico Malatesta. Tot i que el conflicte de postures no va tenir tanta incidència com en altres àmbits; hi va haver, però, algun cas de publicisme aliadòfil com Federico Urales o Ricardo Mella.

## La premsa espanyola

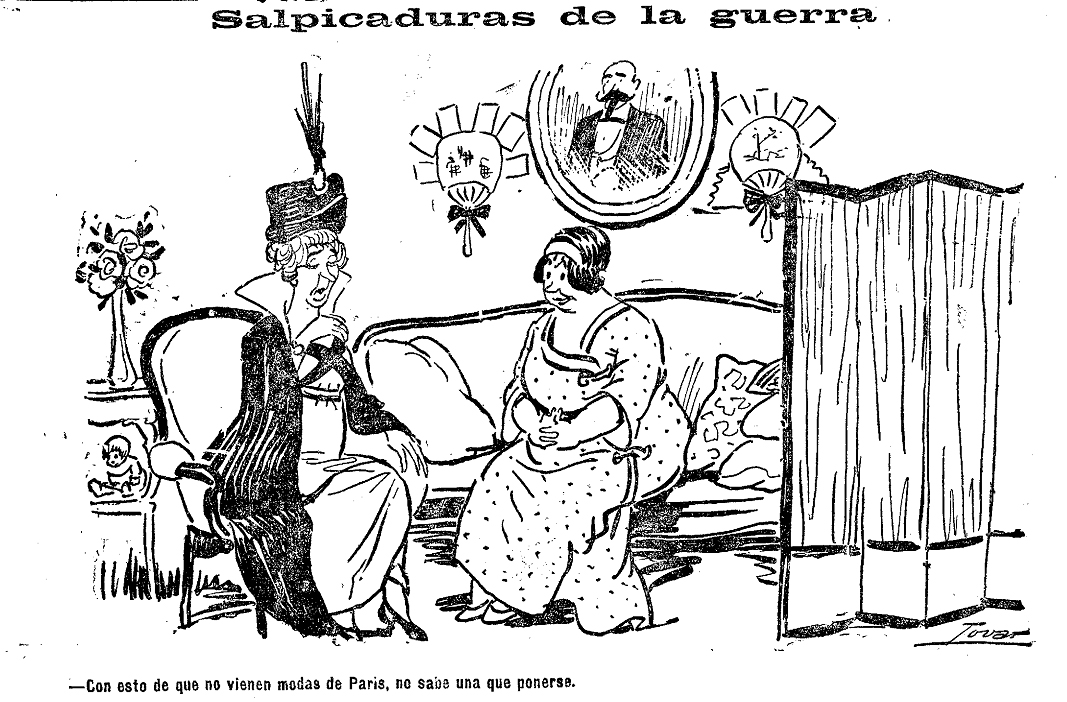
«Esquitxades de la guerra. —Amb això que no vénen modes de París no sap què posar-se», de Manuel Tovar Siles, a El Imparcial.

Posteriorment, l'interès per la guerra va disminuir i es va registrar un interès més gran exclusivament en els grans esdeveniments. La disminució d'interès també va ser perquè la gent ja estava més centrada en la crisi social que estava tenint lloc, i que va desembocar en un període de mobilitzacions de treballadors conegut com Trienni Bolxevic.
Fins aleshores era freqüent el model de premsa decimonònica de partit i, durant la guerra, s'actualitza cap a un periodisme empresarial, que havia estat ja adoptat pels Estats Units i la Gran Bretanya. En el periodisme empresarial el diari s'entén com un negoci, donant més cabuda a la publicitat, cosa que els permetia independència de la política a costa de ser atractius a clients. Els diaris, sostinguts per empreses periodístiques, van augmentar la informació davant de l'opinió i van millorar la tipografia dels titulars i van afegir més fotografies, fet que va portar a comprar noves rotatives per a les impremtes.

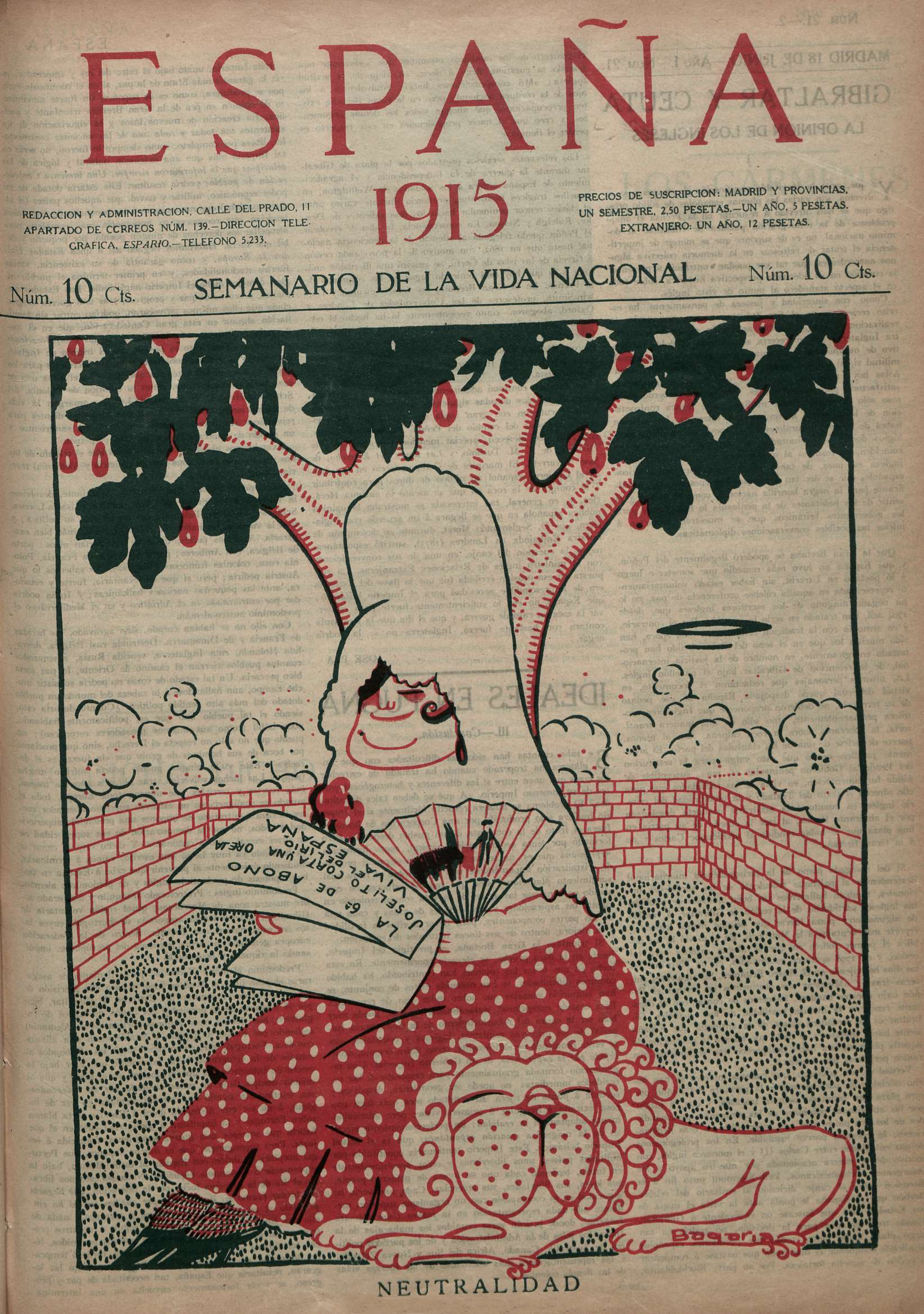
Portada de la revista España (18 de juny de 1915), amb una il·lustració de Lluis Bagaria, al·ludint a la neutralitat espanyola en el conflicte.

Es van crear noves empreses periodístiques i diaris, sobresortint El Sol a Madrid. Es va donar més importància a la figura del corresponsal. Figures periodístiques, literàries i polítiques van treballar de corresponsals en la I Guerra Mundial, com Salvador de Madariaga, Ramiro de Maeztu o Julio Camba. Tot i que el Govern va impulsar la neutralitat, hi havia gran interès per saber què passava a Europa, sobretot a la Primera Guerra Mundial.
El Govern va aprovar la Reial Ordre del 4 d'agost de 1914 que imposava l'obligació de no atacar a la premsa cap dels contendents i el Reial decret del 29 de març de 1917, després d'haver-se produït la Revolució russa, va suspendre les garanties constitucionals i va autoritzar la censura prèvia. El 7 d'agost de 1918 s'aprova la Llei de Repressió de l'Espionatge, que també parlava de censura prèvia i que feia dures penes per als diaris que la incompleixen.
La informació del que passava a la guerra, a més dels corresponsals, provenia d'informació passada a l'agència Fabra, que l'obtenia de l'agència francesa Havas. També s'obtenia informació dels comunicats de guerra de les ambaixades, els despatxos telegràfics i les conferències telefòniques.

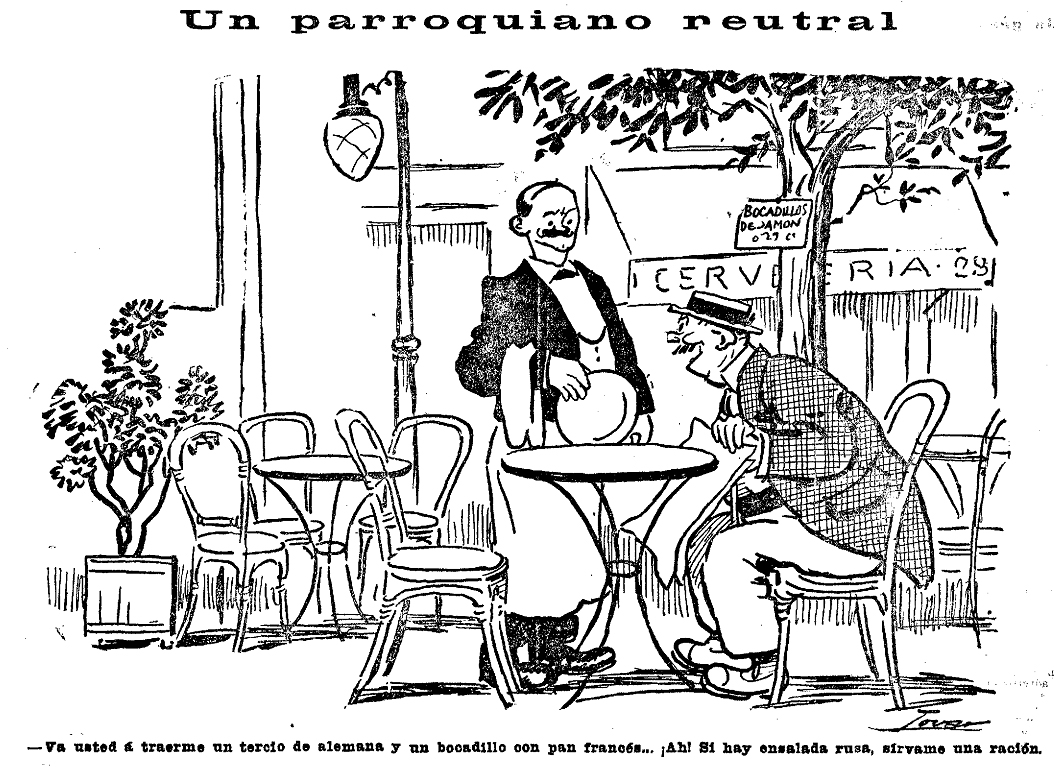
«Un parroquià neutral. —Va a portar-me un terç d'alemanya i un entrepà de pa francès. .. Ah! Si hi ha amanida russa serveixi'm una ració», de Manuel Tovar Siles, a El Imparcial.

Per contenir el preu de la pujada del paper es va promulgar un decret el 19 d'octubre del 1916, pel qual la Hisenda Pública avançava a la Central Paperera els diners suficients per cobrir la diferència entre el preu que tenia el paper el 1914 i el preu que s'anés fixant. Aquesta bestreta es va fixar per als diaris que tinguessin més de cinc anys d'antiguitat i més de 2000 exemplars de tiratge i després es va estendre a algunes revistes. La bestreta es va mantenir fins a 1921. Va trigar molts anys a pagar-se. De fet, Premsa Espanyola (editora d' ABC) encara devia més de 9 milions de pessetes el 1975.
Tot i la neutralitat procurada per l'Estat, els diaris van anar prenent la seva pròpia postura. Com a exemple, a la ciutat de Sevilla El Correo de Andalucia era activament germanòfil, El Liberal era aliadòfil i El Noticiero Sevillano neutral.

## Estat de l'exèrcit als inicis de la contesa

### Armada

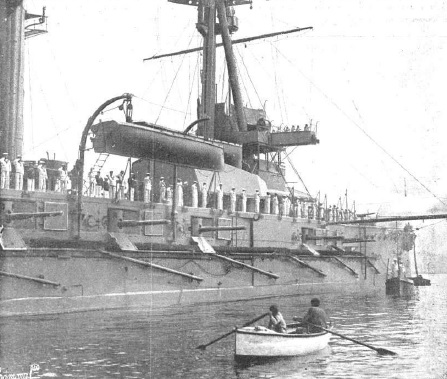
Cuirassat España, de la classe España, al port de Bilbao amb motiu d'una visita que van fer els reis el 1915.

L'armada amb prou feines era una ombra del que havia arribat a ser, encara que estava començant a reconstruir-se. Les seves millors unitats era els cuirassats dreadnought España, Alfonso XIII i el pre-dreadnought Pelayo i, en construcció, el Jaime I. L'armada comptava així mateix amb els creuers cuirassats Carlos V, Princesa de Asturias, Cataluña, i els creuers protegits Río de la Plata, Extremadura, Reina Regente i, en construcció, el Victoria Eugenia, a més de set destructors: quatre de classe Furor i tres de nova factura de classe Bustamante, als quals s'unien els quatre canoners de Recalde i de la classe Álvaro de Bazán, a més d'altres més antics com el Mac-Mahón, l' Infanta Isabel o el Temerari .
Finalment, es va iniciar la construcció massiva de torpediners de la classe T-1, dels quals ja se n'havien allistat sis, juntament amb els més vells torpediners Orión, Habana i Halcón, i finalment el típic conglomerat de remolcadors, escampavies i petites llanxes canoneres. En definitiva, l'armada estava formada pels vaixells que no van ser enfonsats a Cuba i les Filipines, bé perquè van sobreviure als combats navals o bé pel fet que formaven part de la flota de l'almirall Manuel de la Cámara, que finalment no va intervenir en el conflicte i per això es van lliurar de la seva possible pèrdua. Altres vaixells eren de recent construcció gràcies al Pla Ferrándiz.

### Exèrcit

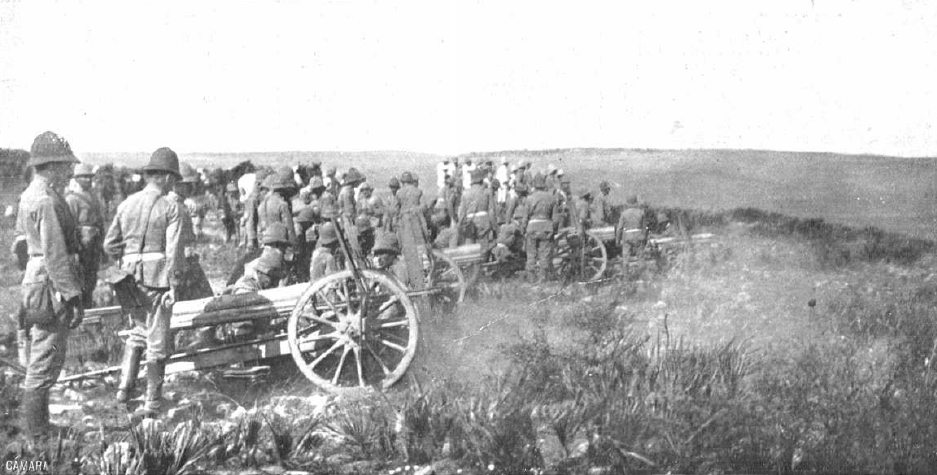
Artilleria espanyola en acció al setembre de 1913 al bosc de la Gaba durant la guerra del Rif.

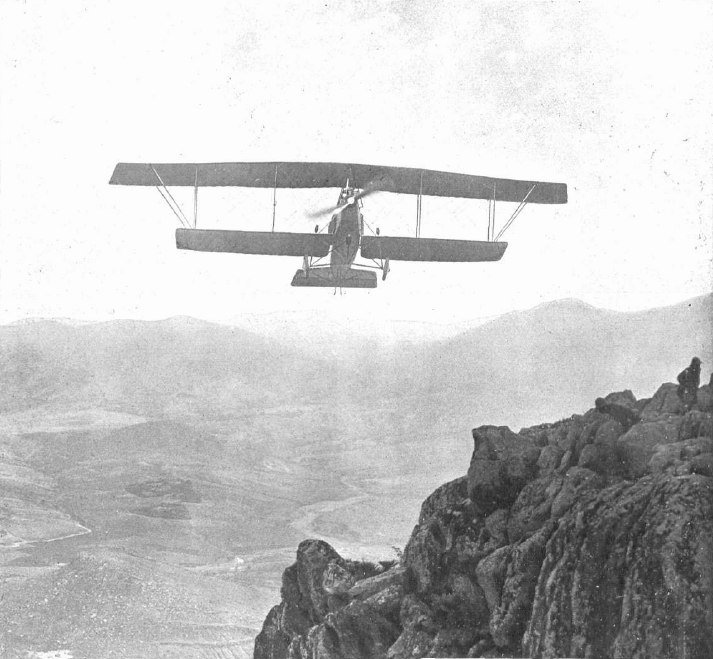
Un aeroplà Lohner Pfeilflieger de l'Exèrcit espanyol tornant a la seva base a la zona de Tetuan el 1913.

Per part seva, l'exèrcit terrestre era antiquat respecte als moderns exèrcits europeus. La seva composició era la següent:
- 8 Cossos d'Exèrcit.
- 16 Divisions d'infanteria.
- 1 Divisió de Cavalleria.
- 7 Brigades de Cavalleria.
- 3 Brigades de Caçadors de Muntanya.
- Comandàncies de Canàries i Balears (mida de brigada).
- També existien regiments d'artilleria i enginyers.

El fusell principal de l'exèrcit espanyol a aquesta època és una versió del Mauser, fabricat a Oviedo en calibre 7 mm, conegut com fusell Mauser Model 1893. A això s'hi afegia una petita quantitat de metralladores com les Maxim-Nordenfelt, Hotchkiss i fins i tot la Colt. Però el nombre de metralladores per companyia o divisió era molt inferior al de la resta dels països europeus. La majoria s'estaven utilitzant al conflicte de Melilla. L'artilleria la componien canons fabricats per Krupp o diverses versions del canó Schneider fabricades a Trubia i Sevilla.

### Aeronàutica
L'Aeronàutica Militar acabava de ser creada el 1913, per la qual cosa comptava amb poques unitats. Tots els avions eren bombarders, ja que els caces no van aparèixer fins ben entrada la guerra. De biplans comptava amb Farman MF.7, Farman MF.11, Lohner B-1 Pfeil ; i de monoplans amb diversos Morane-Saulnier G i Nieuport II, que en el seu conjunt formaven l'Aeronàutica Militar, a la qual posteriorment s'afegirien uns quants més biplans i els primers hidroavions de l'Aeronàutica Naval.
La neutralitat espanyola va deixar el país al marge dels avenços tecnològics derivats de les necessitats bèl·liques, per la qual cosa, en acabar la contesa a finals de 1918, l'Aviació Militar espanyola es trobava en una situació de clara inferioritat de mitjans respecte a les dels altres països del seu entorn.

## Els territoris a Àfrica

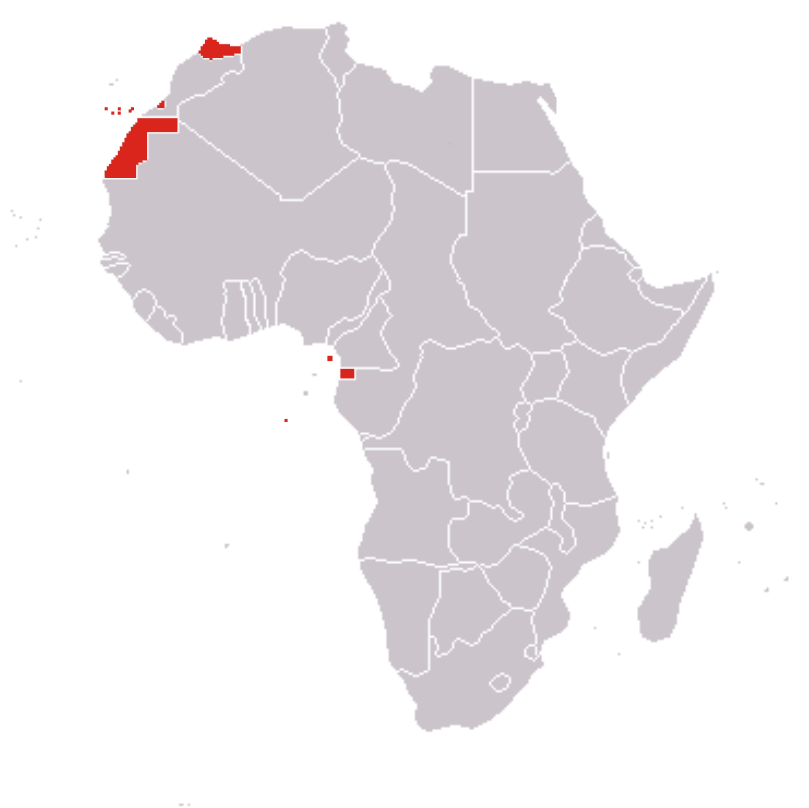
Territoris espanyols a Àfrica durant el (incloent Canàries)

En comparació amb les colònies d'altres potències europees, Espanya posseïa petits territoris a l'Àfrica, tant al continent com a les illes properes, a causa del repartiment d'Àfrica i del desig de voler colònies per compensar les pèrdues ultramarines després del desastre del 98.

### Protectorat espanyol del Marroc
Després de la Conferència d'Algesires, França va cedir el nord de l'actual Marroc, un territori muntanyós d'uns 20.000 km² que va ser escenari d'una guerra el 1909 (guerra de Melilla). En 1912 es va convertir en el Protectorat espanyol al Marroc, que consistia en dos territoris, els quals ocupaven la zona nord, coneguda com el Rif, i la zona sud coneguda com a Cap Juby, que tenia frontera amb el Sàhara espanyol. El conflicte no es va solucionar del tot i es va convertir en una guerra de desgast (guerra del Rif). No es pacificaria totalment fins a mitjans de la dècada dels anys 1920.
Al centre del Protectorat francès del Marroc se li havia assignat a Espanya la petita colònia d'Ifni, emplaçada al voltant de la ciutat de Santa Cruz de la Mar Pequeña (Sidi Ifni), si bé aquest territori no seria ocupat fins a 1934.

### Rio de Oro
Després de delimitar-se les fronteres amb França el 1900, el territori va ser colonitzat i dividit en dues províncies, Rio de Oro i Saguia el Hamra. En total els territoris ocupaven una àrea d'uns 466 000 km², 282 000 km² i 184 000 km² respectivament. Estava habitat per tribus berbers. El seu únic assentament era Villa Cisneros, fins que en 1916 el governador Francisco Bens ocupa Cap Juby, posant-li el nom de Villa Bens (anomenada Tarfaya pels nadius) a la capital de la zona. L'interior de la regió a penes s'havia explorat, començant en aquella època a llançar-se expedicions cap a l'interior per reforçar la presència espanyola, i fer-la formal i no només nominal (el 1920 es funda La Güera a Cabo Blanco).

### Guinea espanyola

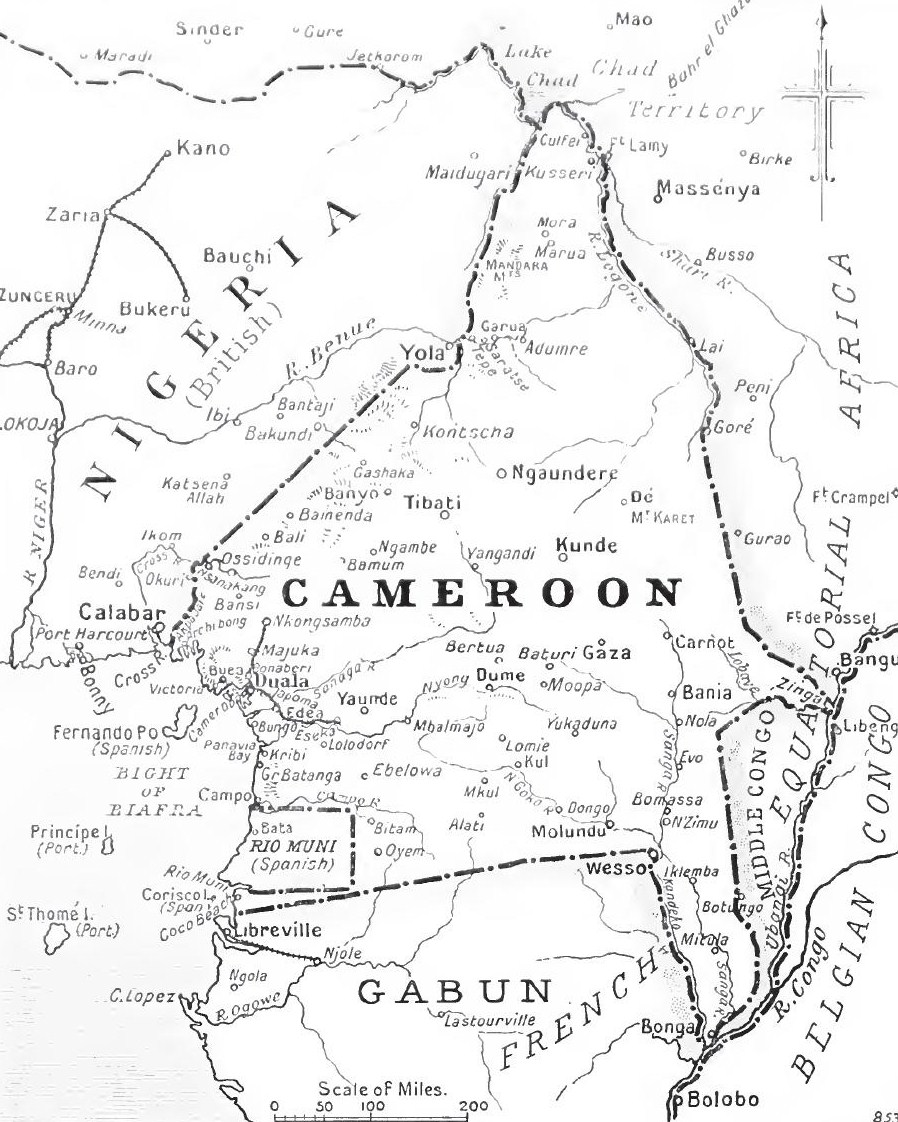
Mapa en anglès de 1914 amb la colònia alemanya de Camerun envoltada per la colònia anglesa de Nigèria al nord i la francesa de Gabon al sud. Veure teatre africà de la Primera Guerra Mundial.

Mapa de l'Àfrica colonial al principi de la Primera Guerra Mundial (1914). Després de la conferència de Berlín (1884-1885), Europa es va repartir tota Àfrica, amb l'excepció d'Abissínia (adjudicada a Itàlia però que va derrotar els invasors) i Libèria (adjudicada als Estats Units, que li va concedir la independència immediata). Hi va haver contínues tensions entre països durant la colonització del continent, vist com a molt desfavorable per a Itàlia i Alemanya i molt beneficiós per a França i Regne Unit.

El 1900, en el context mundial del repartiment d'Àfrica, el Govern espanyol va negociar amb les potències i va obtenir el 1900 un territori de 26.000 km² al continent africà, Riu Muni, que es va anomenar «Guinea Continental Espanyola» i que, juntament amb les illes de Fernando Poo (avui anomenat Bioko) i Elobey, Annobón i Corisco, es va unificar posteriorment en el territori de Guinea Espanyola (avui Guinea Equatorial). La presència espanyola va ser al principi gairebé purament testimonial. El territori continental estava habitat per la tribu dels fang. A partir dels acords franc-alemanys de 1911 per solucionar la segona crisi del Marroc, Riu Muni havia quedat totalment envoltada per la colònia alemanya de Camerun i no gaire lluny de l'Àfrica Equatorial Francesa.
En esclatar la Primera Guerra Mundial el 1914, quan van començar els combats entre les tropes colonials, hi va haver por per part de les autoritats espanyoles que aquests combats es traslladessin a Rio Muni. Per solucionar el problema, el governador Ángel Barrera va fer instal·lar quatre llocs militars (Mibonde, Mikomeseng, Mongomo i Ebibeyín) molt simples (sense emissores de ràdio o metralladores i amb molt pocs soldats), però que van ser suficient per mostrar els límits simbòlics de la sobirania espanyola i van complir la seva funció, evitant l'extensió de la guerra cap a Guinea Continental. Posteriorment aquestes bases es van convertir en focus de creixement comercial i des d'allà es van llançar atacs contra els fangs que es resistien a la colonització. Encara que es temia per la integritat de la colònia davant la possibilitat que els combats traspassessin les fronteres entre les colònies alemanya i espanyola, no es va arribar a donar el cas. Aleshores Rio Muni estava començant a ser explorat i el control espanyol s'anava imposant lentament als territoris de terra endins.
Amb la derrota alemanya al Camerun al febrer de 1916, un contingent d'uns mil alemanys entre soldats i civils i quaranta-sis mil indígenes entre soldats àscaris, portadors i població civil es va refugiar a Bata, creant a les autoritats colonials espanyoles greus problemes d'allotjament i manutenció, a més d'enormes dificultats per organitzar-ne la repatriació. Els dos-cents militars espanyols es van veure sobrepassats, si bé els alemanys es van rendir i van lliurar les seves armes de forma pacífica, per la qual cosa el governador Barrera va decidir tornar a l'altre costat de la frontera a vint-i-cinc mil dels camerunesos, quedant uns vint-i-set mil refugiats al seu territori. De les més de vint-i-cinc mil persones que quedaven a Guinea, entre vuit-centes i mil eren alemanys (només la meitat d'ells soldats), sis mil eren ascaris i la resta personal de servei (com a portejadors, majordoms o intèrprets) i civils (principalment les famílies dels soldats). Per pressió de França i Regne Unit, que temien que els soldats es reincorporessin a la lluita, la meitat dels refugiats (incloent-hi tots els europeus) van ser traslladats a Fernando Poo, ubicant-los en campaments a la rodalia de Santa Isabel. Unes mil persones van morir per les males condicions dels camps de refugiats. Durant la seva estada a Fernando Poo els nadius camerunesos van servir per pal·liar temporalment l'escassetat de mà d'obra a les plantacions de cacau.
Al final, el 30 de desembre del 1916, Espanya va enviar una companyia expedicionària d'Infanteria de Marina per fer-se càrrec dels refugiats alemanys i camerunesos. El gruix dels camerunesos va tornar al seu país el 1917, si bé alguns es van quedar a viure a l'illa, mentre que els civils alemanys van ser traslladats a la península ibèrica, i els oficials alemanys van romandre a la colònia espanyola fins que va acabar la guerra. Durant aquest període es produeixen alguns enfrontaments amb la població local fang de la part continental, com els que van donar lloc a l'expedició de càstig de Riu Muni de 1918, o els produïts pels treballs forçats imposats pel tinent Julián Ayala Larrazábal.

## Conseqüències de la neutralitat espanyola

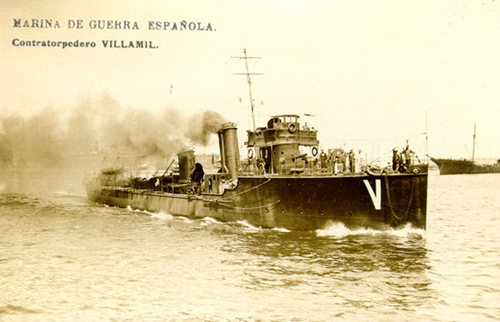
El Villamil, de la classe Bustamant. Durant la contesa, l'armada es va dedicar a tasques de vigilància de les costes.

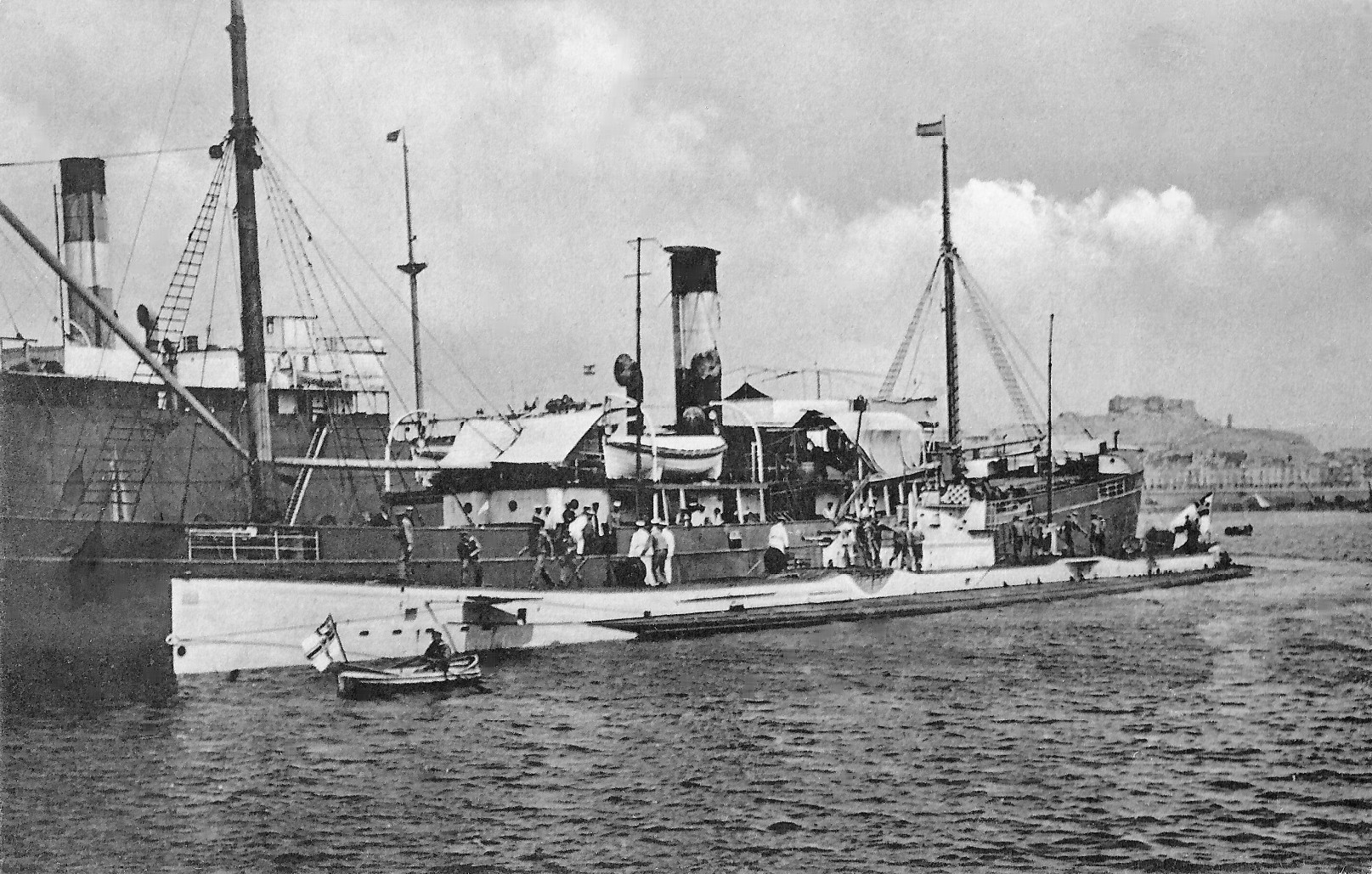
El submarí alemany SM U-35 al costat del vaixell mercant Roma, també alemany, al port de Cartagena. La visita del submergible el 21 de juny de 1916 va posar en perill la neutralitat espanyola a la Gran Guerra. Es calcula que els submarins alemanys van produir pèrdues d'entre 139.000 i 250.000 tones a la flota mercant espanyola. Quatre submarins alemanys van estar internats a Espanya (l' SM UB-23 a La Corunya, el SM U-39 a Cartagena, el SM UC-56 a Santander i el SM UB-49 a Cadis), i altres dos, van visitar ports espanyols, un d'ells, el ja esmentat U-35, transportant fins a Cartagena una missiva del kàiser al rei.

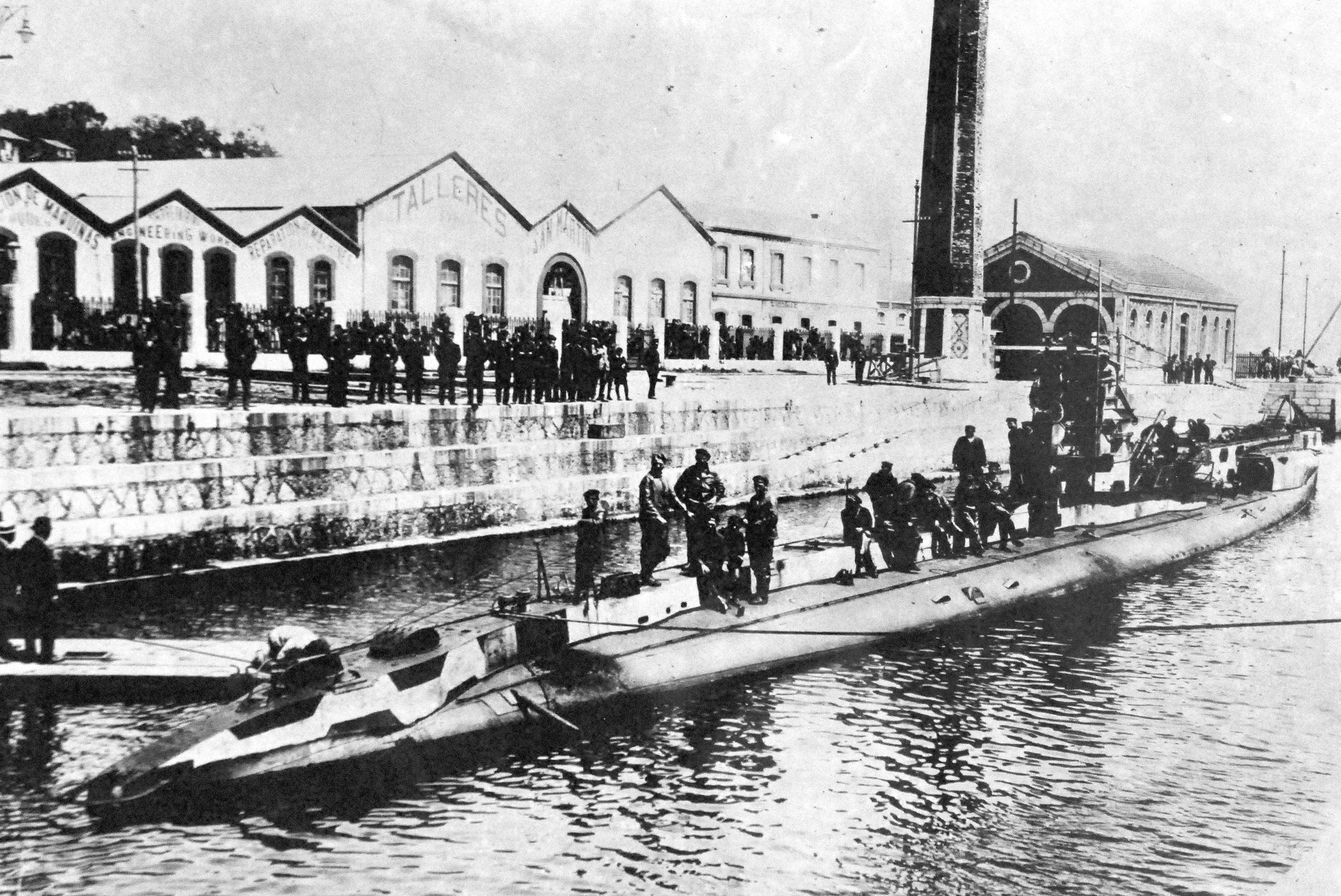
Submarí alemany SM UC-56 a Santander el 24 de maig de 1918. Després d'un combat amb el iot armat USS Christabel va patir avaries mecàniques que li impedien submergir-se, per la qual cosa va haver de fer escala al port de la ciutat, romanent allà durant la resta de la guerra.

No hi va haver importants conseqüències negatives inicials, a causa de l'absència de grans pressions polítiques, que sí que van patir altres països que van proclamar la neutralitat al principi de la guerra, com Grècia o Itàlia. El problema més gran va consistir en l'enfonsament de mercants espanyols per part dels submarins alemanys. Es calcula que aquests submarins van enfonsar en tota la guerra entre 139.000 i 250.000 tones, el 25 % de la flota mercant espanyola. L'espanyol més il·lustre que moriria a causa d'aquests atacs va ser el compositor Enrique Granados.
La neutralitat va tenir importants conseqüències econòmiques i socials ja que es va produir un enorme impuls del procés de "modernització" que s'havia iniciat tímidament el 1900, a causa de l'augment considerable de la producció industrial espanyola a la qual de sobte se li obrien nous mercats (els dels països bel·ligerants). Tot i això, la inflació es va disparar mentre que els salaris creixien a un ritme menor i es van produir caresties dels productes de primera necessitat, com el pa, fet que va provocar motins de subsistències a les ciutats i creixents conflictes laborals protagonitzats pels dos grans sindicats., CNT i UGT, que reclamaven augments salarials que frenessin la disminució dels salaris reals a causa de la inflació. Segons les dades de l'Instituto de Reformas Socials el 1916 els preus dels productes bàsics s'havien incrementat entre un 13,8 % la llet, fins a un 57,8 % el bacallà, passant per un 24,3 % el pa, un 30,9 % els ous o un 33,5 % la carn de boví.
Així doncs, superat l'impacte negatiu inicial, la Primera Guerra Mundial va produir un autèntic enlairament econòmic a Espanya, gràcies a la declaració de neutralitat. Els països bel·ligerants necessitaven aliments, armes, uniformes, metall i carbó. A més, va desaparèixer la competència estrangera. El creixement va ser notable, sobretot a la indústria tèxtil catalana, la mineria del carbó asturiana, la siderúrgia basca i l'agricultura de cereals. Van créixer també la indústria química i la construcció naval. La indústria d'armes lleugeres també va experimentar un gran creixement, encara que no pas la d'armes pesades. Es van fabricar enormes quantitats de pistoles i fusells que principalment van ser produïts per als aliats, fins al punt que el model de pistola espanyol Pistola Campo Giro va arribar a ser reglamentària a l'Exèrcit francès; també es van vendre grans quantitats de fusells Mauser als aliats.
L'espionatge (i contraespionatge) per part dels bàndols bel·ligerants es va convertir en una activitat important a tot el país. Barcelona es va arribar a convertir en un veritable niu d'espies, i la mateixa Mata Hari va arribar a estar espiant l'ambaixador alemany. Les principals activitats realitzades tenien a veure amb les ambaixades dels països rivals i les operacions dels submarins alemanys. Els britànics van arribar a descobrir els codis dels missatges que les ambaixades espanyoles enviaven a la capital i així esbrinar els propòsits del Govern espanyol.
A conseqüència de tot això, es va produir un superàvit clar de la balança comercial i un notable increment dels beneficis empresarials. Gràcies a això, es va cancel·lar el deute extern espanyol i es va acumular or al Banc d'Espanya, a Madrid. Per primera vegada a la seva història moderna, Espanya no estava en dèficit comercial respecte al comerç amb l'exterior.
A partir de 1917, però, s'entra en un cert període de crisi, a causa de l'esgotament de la guerra: les exportacions van generar escassetat d'aliments a l'interior del país i es van disparar els preus molt per sobre dels salaris. Va ser precisament la manca d'aliments i l'escàndol que es va produir amb l'especulació un dels causants de la crisi espanyola del 1917 i de la vaga general que es va produir. A més, la població es va haver d'enfrontar a l'epidèmia de grip de 1918, més coneguda com a grip espanyola. Va adoptar aquest nom pel fet que la pandèmia va rebre una major atenció de la premsa a Espanya que a la resta del món, ja que Espanya no es va veure involucrada en la guerra i, per tant, no va censurar la informació sobre la malaltia. A Espanya hi va haver prop de 8 milions de persones infectades al maig de 1918 i al voltant de 300.000 morts (tot i que les xifres oficials van reduir les víctimes a «només» 147 114).
Tot i la crisi, en general l'impacte va ser positiu, a causa del desenvolupament del sector tèxtil català, la siderúrgia i la indústria química, que es van modernitzar. Altres indústries i empreses van passar a ser de capital nacional.
Una de les conseqüències menys conegudes va ser que, després del final de la contesa, la República de Weimar alemanya va lliurar a Espanya una sèrie de mercants en compensació pels vaixells enfonsats pels seus submarins. Un d'aquests mercants, l'inicialment batejat com a Espanya núm. 6, seria el futur Dédalo, el primer portaaeronaus de l'Armada espanyola, que intervindria en el desembarcament d'Alhucemas.

### Conseqüències polítiques
Segons l'historiador Manuel Suárez Cortina, “els efectes socials i polítics de la guerra van representar un factor decisiu en la crisi definitiva del sistema parlamentari tal com funcionava des de 1875. L'escassetat d'aliments, el dislocament econòmic, la misèria social, la precarietat i la inflació van estimular el despertar polític i la militància ideològica de les masses. Sota aquestes condicions, la modalitat clientelar i caciquil de la política espanyola es va descompondre. Després de la guerra ja no va ser possible restaurar el vell ordre". La historiadora Ángeles Barrio, per la seva banda, afirma que la guerra "no va ser no obstant això la causa immediata de l'enfonsament del bipartidisme. El sistema de partits ja estava en descomposició quan va esclatar la contesa, i la conjuntura especial de la neutralitat només va accelerar el seu declivi enmig d'un ambient progressivament crític contra el règim. Era la societat la que, en ple procés de canvi, començava a reclamar el dret efectiu a la representació, el final definitiu de la «vella política», cosa que suposava d'amenaça d'impugnació per al sistema”.